# زاوية المغاربة
زاوية المغاربة في القدس تُعدّ من أبرز المعالم الدينية والتاريخية التي تعكس عمق الروابط بين المغرب العربي ومدينة القدس. تأسست هذه الزاوية في العهد الأيوبي وتحديدًا في القرن السابع الهجري (الثالث عشر الميلادي) على يد الشيخ الصوفي الجزائري أبو مدين الغوث الذي شارك في الجهاد ضد الصليبيين إلى جانب صلاح الدين الأيوبي.

## الموقع
تقع زاوية المغاربة في الجهة الجنوبية الغربية من المسجد الأقصى المبارك ملاصقة لحائط البراق داخل حارة المغاربة التي أوقفها الملك الأفضل بن صلاح الدين الأيوبي لصالح المغاربة الذين شاركوا في تحرير القدس. تُعدّ الزاوية من أهم المراكز الدينية التي استقبلت الحجاج والعلماء والمتصوفة القادمين من المغرب العربي حيث وفرت لهم مكانًا للعبادة والإقامة

## التاريخ
تعود جذور زاوية المغاربة في القدس إلى القرن السابع الهجري (الثالث عشر الميلادي) حين أسسها الشيخ الصوفي والمجاهد المغربي أبو مدين الغوث أو أتباعه بعد وفاته تخليدًا لذكراه وتكريسًا لرسالته الروحية والجهادية. وقد نشأت الزاوية ضمن حارة المغاربة التي أوقفها الملك الأفضل بن صلاح الدين الأيوبي لصالح المجاهدين من بلاد المغرب العربي الذين شاركوا في تحرير القدس من الصليبيين. على مرّ العصور لعبت الزاوية دورًا دينيًا وثقافيًا مهمًا فكانت مأوى للعلماء والحجاج والمتصوفة المغاربة القادمين إلى القدس وملتقىً للعبادة والتعليم. كما ازدهرت بفضل الأوقاف التي أُوقفت لخدمتها من الأراضي والعقارات في القدس وريفها.

### الأوقاف والدور الاجتماعي
أسس أبو مدين الغوث وقفًا شمل الزاوية وممتلكات أخرى في القدس وقرية عين كارم لتأمين الموارد المالية اللازمة لخدمة المغاربة المقيمين والزائرين. كما أنشأ المجاهد عمر المصمودي وقفًا آخر في عام 1330م تضمن ثلاثة بيوت وزاوية تحتوي على مسجد وعشر حجرات لخدمة المغاربة في القدس.

### التهجير والهدم
في يونيو 1967 وبعد احتلال القدس الشرقية قامت السلطات الإسرائيلية بهدم حارة المغاربة بالكامل بما في ذلك زاوية المغاربة وتهجير سكانها بهدف توسيع ساحة حائط البراق. ومع ذلك ما زالت بعض العائلات من أصول مغربية تقيم في الزاوية التي نجت من الهدم وتحافظ على تراثها الديني والثقافي.

## البناء
تميّز بناء زاوية المغاربة بطابع معماري بسيط يعكس روح الزهد والتصوف إذ كانت تضم مصلى صغيرًا تُقام فيه الصلوات وحجرات للإقامة المؤقتة مخصصة للحجاج والمتعبدين بالإضافة إلى باحة داخلية تتوسطها الزاوية. شُيّدت جدران الزاوية من الحجر المقدسي المتين وكان سقفها مغطى بالأقواس على الطراز الإسلامي التقليدي. لم تكن الزاوية ضخمة من حيث الحجم لكنها اتسمت بالسكينة والوقار ما جعلها مقصدًا روحيًا هامًا. وقد اندمجت في نسيج حارة المغاربة وكانت محاطة بأبنية وقف مغاربي ومدارس ومساجد صغيرة قبل أن تُهدم مع معظم الحارة على يد الاحتلال الإسرائيلي عام 1967 ولم يتبقَ منها إلا أجزاء يسيرة تُذكّر بتاريخها العريق.